# Богородский район (Кировская область)
Богоро́дский район — административно-территориальная единица на востоке Кировской области России. В рамках организации местного самоуправления в границах района существует муниципальное образование Богородский муниципальный округ (с 2004 до 2019 гг. — муниципальный район, с 2019 до 2020 гг. — городской округ).
Административный центр — посёлок городского типа Богородское.

## География
Площадь — 1443 км². Основные реки — Воя (приток Вятки), Лобань (приток Кильмези) и Коса (приток Чепцы). По территории района проходят автодороги Плотники — Богородское — Уни и Зуевка — Богородское — Архангельское.

## История
Богородский район образован 29 июля 1929 года в составе Вятского округа Нижегородского края. В 1944 году часть территории района вошла в состав вновь созданного Мухинского района, а в 1945 году — в состав вновь созданного Порезского района.
Богородский район был ликвидирован в 1959 году с передачей территории в состав Зуевского района и вновь создан 19 апреля 1965 года из части территории Зуевского района.

## Население
| 1939   | 1970    | 1979  | 1989  | 2002  | 2009  | 2010  | 2011  | 2012  |
| ------ | ------- | ----- | ----- | ----- | ----- | ----- | ----- | ----- |
| 39 723 | ↘11 954 | ↘9819 | ↘8796 | ↘6805 | ↘5747 | ↘5015 | ↘4999 | ↘4813 |
| 2013   | 2014    | 2015  | 2016  | 2017  | 2018  | 2019  | 2020  | 2021  |
| ↘4667  | ↘4535   | ↘4416 | ↘4309 | ↘4172 | ↘4046 | ↘3919 | ↘3805 | ↘3476 |

### Урбанизация
Городское население (рабочий посёлок Богородское) составляет  65,54 % от всего населения района (округа).

## Населённые пункты
В Богородском районе (муниципальном округе) 21 населённый пункт, в том числе один городской (рабочий посёлок) и 20 сельских населённых пунктов:
| №  | Населённый пункт | Тип     | Население |
| -- | ---------------- | ------- | --------- |
| 1  | Богородское      | пгт     | ↘2278     |
| 2  | Бошары           | деревня | 9         |
| 3  | Верховойское     | село    | 131       |
| 4  | Ворсик           | деревня | 2         |
| 5  | Караул           | село    | 178       |
| 6  | Лаптево          | деревня | 0         |
| 7  | Лобань           | село    | 53        |
| 8  | Митроки          | деревня | 7         |
| 9  | Мухачи           | деревня | 29        |
| 10 | Ошлань           | село    | 332       |
| 11 | Привольный       | хутор   | 3         |
| 12 | Рождественское   | село    | 139       |
| 13 | Рябины           | деревня | 0         |
| 14 | Сарапулы         | деревня | 0         |
| 15 | Спасское         | село    | 155       |
| 16 | Таранки          | деревня | 255       |
| 17 | Туманы           | деревня | 107       |
| 18 | Ухтым            | село    | 443       |
| 19 | Ходыри           | деревня | 2         |
| 20 | Хороши           | село    | 246       |
| 21 | Чирки            | деревня | 49        |

## Муниципальное устройство
В рамках организации местного самоуправления в границах района функционирует Богородский муниципальный округ (с 2004 до 2019 гг. — муниципальный район, с 2019 до 2020 гг. — городской округ).
История муниципального устройства
В конце 2004 года в составе муниципального района были созданы 8 муниципальных образований, в том числе 1 городское  (Богородское) и 7 сельских поселений (Караульское, Ошланское, Рождественское, Спасское, Ухтымское, Хорошевское, Чирковское сельские поселения).
Законом Кировской области от 30 апреля 2009 года было упразднено Караульское сельское поселение (включено в Ухтымское сельское поселение).
Законом Кировской области от 28 апреля 2012 года были упразднены Рождественское, Спасское, Ухтымское, Хорошевское и Чирковское сельские поселения (включены в Ошланское сельское поселение).
С 2012 до 2019 гг. в муниципальный район входили 2 муниципальных образования — одно городское и одно сельское поселения:
1. Богородское городское поселение;
2. Ошланское сельское поселение.

Законом  Кировской области от 18 декабря 2018 года Богородское городское поселение к 1 января 2019 года  было преобразовано в Богородский городской округ. В апреле 2019 года с городским округом было объединено упразднённое Ошланское сельское поселение бывшего муниципального района.
Законом Кировской области от 20 декабря 2019 года городской округ к январю 2020 года преобразован в Богородский муниципальный округ.
Район как административно-территориальная единица области сохранил свой статус, но входивший в состав района сельский округ упразднён.

## Председатели райисполкома
С 1929 по 1991 годы в райисполкоме председательствовали:
| Ф. И. О.                                           | Время замещения должности     |
| -------------------------------------------------- | ----------------------------- |
| Репин Алексей Харлампович (Харлампиевич)           | август 1929 – август 1930     |
| Новоселов Андрей Иванович                          | сентябрь 1930 – сентябрь 1931 |
| Кузнецов Платон Платонович                         | ноябрь 1931 – октябрь 1933    |
| Рыков Степан Иванович                              | октябрь 1933 – апрель 1935    |
| Репин Алексей Харлампович (Харлампиевич)           | июнь 1935 – октябрь 1936      |
| Братухин Владимир Ильич                            | январь – июль 1937            |
| Косенков Сергей Андреевич                          | июль 1937 – октябрь 1941      |
| Зорин Иван Евдокимович                             | октябрь 1941 – июль 1943      |
| Вавилкин Николай Иванович                          | июль 1943 – март 1946         |
| Котельников Василий Дмитриевич                     | март 1946 – апрель 1952       |
| Молоков Александр Иванович                         | апрель – август 1952          |
| Микрюков Антон Петрович                            | август 1952 – март 1957       |
| Шулепов Александр Яковлевич                        | март 1957 – ноябрь 1959       |
| Сырнев Август Павлович                             | май 1965 – июль 1966          |
| Колесников Василий Григорьевич — партийный деятель | сентябрь 1966 – январь 1970   |
| Смирнов Владимир Иванович                          | январь 1970 – ноябрь 1972     |
| Максимов Аркадий Васильевич                        | ноябрь 1972 – ноябрь 1983     |
| Тюлькин Геннадий Иванович                          | ноябрь 1983 – октябрь 1989    |
| Плехов Геннадий Иванович                           | октябрь 1989 – декабрь 1991   |

## Достопримечательности
- Никольская церковь 1780 года в с. Лобань;
- Ухтымское месторождение волконскоита;
- Овраг Бокалда (Спасское, Агапово, Вогульцы);
- Валковский останец Пупыш.